# Fracción Milpillas
Fracción Milpillas är en ort i Mexiko.   Den ligger i kommunen San Luis Potosí och delstaten San Luis Potosí, i den centrala delen av landet, 400 km nordväst om huvudstaden Mexico City. Fracción Milpillas ligger 1 850 meter över havet och antalet invånare är 1 546.
Terrängen runt Fracción Milpillas är en högslätt. Runt Fracción Milpillas är det tätbefolkat, med 591 invånare per kvadratkilometer. Närmaste större samhälle är San Luis Potosí, 8,8 km söder om Fracción Milpillas. Runt Fracción Milpillas är det i huvudsak tätbebyggt.